# Faca de sobrevivência

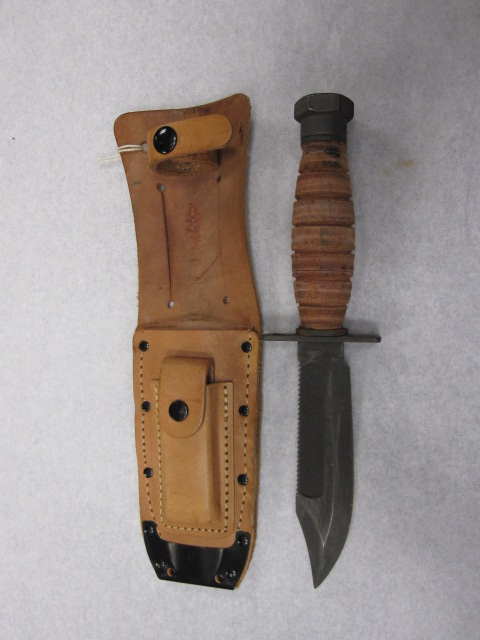
Faca de sobrevivência usada por pilotos da USN.

A faca de sobrevivência é uma faca destinada à sobrevivência em um ambiente selvagem, muitas vezes em uma emergência quando o usuário perdeu a maior parte de seu equipamento principal. 

## Funções
As funções de uma faca de sobrevivência geralmente incluem servir como faca de caça. Recursos, como alças ocas, que podem ser usados como espaço de armazenamento para fósforos ou itens pequenos semelhantes, começaram a ganhar popularidade na década de 1980. Fabricantes personalizados ou semipersonalizados, como os americanos Jimmy Lile, Bo Randall e Chris Reeve, costumam ser responsáveis pela invenção desses recursos.

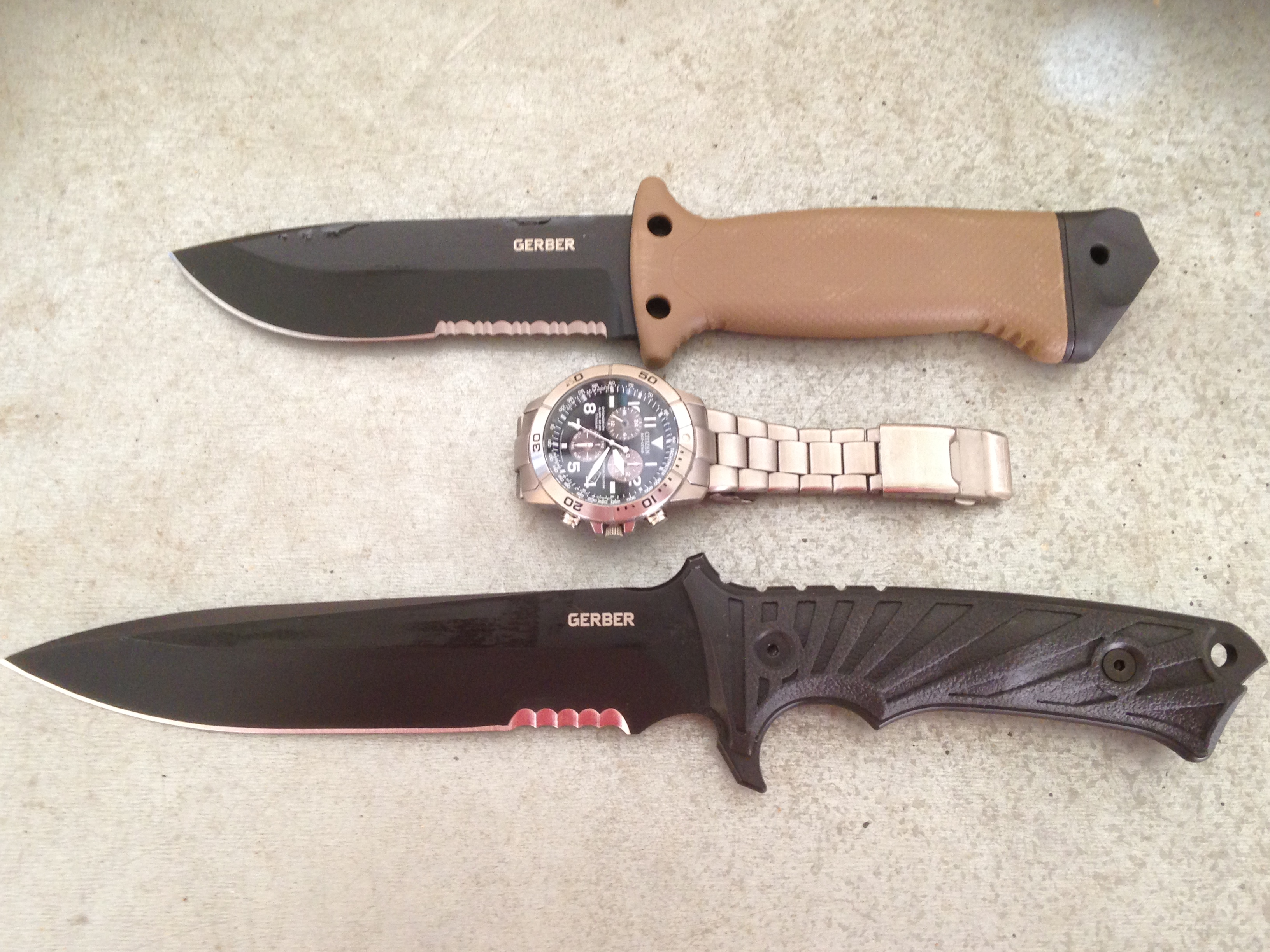
Exemplares de facas de sobrevivência.

## Exemplos de uso
A maioria das unidades de aviação militar distribui algum tipo de faca de sobrevivência para seus pilotos no caso de suas aeronaves serem abatidas atrás das linhas inimigas e a tripulação precisar de ferramentas para facilitar sua sobrevivência, fuga e resgate. 
As facas de sobrevivência podem ser usadas para capturar, esfolar, cortar madeira, entalhar em madeira e outros usos. Caçadores, caminhantes e entusiastas de esportes ao ar livre usam facas de sobrevivência. Algumas facas de sobrevivência têm lâmina pesada e grossa. Outras facas de sobrevivência são leves ou dobráveis para economizar peso e volume como parte de um kit de sobrevivência maior. Su